# Boiram
Boiram (Namensvariante: Denton) ist eine Ortschaft im westafrikanischen Staat Gambia.
Nach einer Berechnung für das Jahr 2013 leben dort etwa 1918 Einwohner, das Ergebnis der letzten veröffentlichten Volkszählung von 1993 betrug 1342.

## Geographie
Boiram liegt am südlichen Ufer des Gambia-Flusses in der Central River Region, Distrikt Fulladu West. Der Ort liegt an einer Straße, die von Brikama Ba nach Süden von der South Bank Road, Gambias wichtigster Fernstraße, abzweigt. Auf dieser Straße ist Boiram rund zwei 3,8 Kilometer südlich von Brikama Ba entfernt.